# گروه استینگری
گروه استینگری (انگلیسی: Stingray Group) شرکت رسانه‌ای کانادایی است، که در سال ۲۰۰۷ تأسیس شد.